# Johann Friedrich Bubendey
Johann Friedrich Bubendey (* 4. Juli 1848 in Hamburg; † 10. Mai 1919 ebenda) war ein deutscher Wasserbauingenieur, Baubeamter und Hochschullehrer.

## Leben
Johann Friedrich Bubendey besuchte die Realschule des Johanneums in Hamburg. Nach einjähriger kaufmännischer Lehre wechselte er 1867 als Eleve zur 1. Sektion der Hamburgischen Baudeputation unter Johann Hermann Maack. Von 1867 bis zum Beginn des Deutsch-Französischen Kriegs, an dem er als Soldat teilnahm, studierte er Wasserbau an der Eidgenössischen Technischen Hochschule Zürich. Nach dem Krieg beendete er das Studium an der Technischen Hochschule Aachen.
Ab 1872 war er bei der Hamburgischen Strom- und Hafenbauverwaltung tätig, wo er die Stellung eines Wasserbauinspektors erlangte. 1895 wurde er an die Technische Hochschule (Berlin-)Charlottenburg auf den Lehrstuhl für Wasserbau des verstorbenen Julius Schlichting berufen. Von 1898 bis 1899 war er Vorsteher der Abteilung für Bauingenieurwesen. Von 1901 bis 1902 war er Rektor der Hochschule.
1903 wurde er vom Hamburger Senat zum Wasserbaudirektor gewählt und verantwortete hier den Ausbau der Elbe und des Hamburger Hafens. Sein Nachfolger in diesem Amt wurde Ludwig Wendemuth. Bubendey galt als eine der größten internationalen Autoritäten des Strom- und Hafenbaus.
Nach Johann Friedrich Bubendey sind seit 1914 das Bubendey-Ufer und seit 1953 der Bubendeyweg im Stadtteil Waltershof benannt.

## Auszeichnungen
- 1871: Kriegsdenkmünze für die Feldzüge 1870/71 mit der Gefechtsspange von Le Mans
- 1895: Ehrenmitgliedschaft im Architekten- und Ingenieurverein zu Hamburg
- 1899: preußischer Roter Adlerorden 4. Klasse[6]
- 1902: Außerordentliches Mitglied der Preußischen Akademie des Bauwesens
- 1902: Mitglied des deutschen Ausschusses für die Internationalen Schiffahrtkongresse
- 1902: Ehrentitel eines Geheimen Baurats[7]
- 1902: Ausschussmitglied des Deutschen Museums
- 1903: Ehrenmitgliedschaft des Akademischen Vereins „Hütte“
- 1904: Ehrenmitgliedschaft des Zentralvereins für deutsche Binnenschiffahrt
- 1911: preußischer Roter Adlerorden 3. Klasse[8]
- 1916: Ehrendoktorwürde der Technischen Hochschule Hannover

## Schriften
- Die Gewässerkunde. 4. vermehrte Auflage, 1911. (zusammen mit Paul Gerhardt und Robert Jasmund)
- Der Hafen von New York. 1913.
- Der Hamburger Hafen und die Regulierung der Unterelbe. 1913. (zusammen mit Carl Lorenzen)
- Die Rheinschiffahrt und ihre Zukunft. 1915.
- Die Elbschiffahrt und ihre Fortsetzung zur Donau. 1916.
- Die Kunst des Vortrages. 1917.